# Tragedi i tre akter
Tragedi i tre akter (eng. Three Act Tragedy) är en detektivroman av Agatha Christie som utkom i Storbritannien 1935 (i USA redan 1934 som Murder in Three Acts) och på svenska 1937. Romanen har två huvudpersoner; mästerdetektiven Hercule Poirot och Mr. Satterthwaite, en prydlig och ganska feminin liten herre, som helst iakttar livet "från sidan om". Det är den enda bok där Satterthwaite samarbetar med Poirot. Satterthwaite hade tidigare medverkat i berättelserna om Harley Quin, särskilt de som samlats i Den mystiske Mr Quin (1930). Romanen filmatiserades för TV två gånger, först 1986 som Murder in Three Acts och igen 2010 som Three Act Tragedy.

## Handling
Den berömda skådespelaren Sir Charles Cartwright är värd för en middagsbjudning i sitt hem i Cornwall. Bland hans gäster kan nämnas: Hercule Poirot; psykiatern Sir Bartholomew Strange; Hermione "Egg" Lytton Gore och hennes mamma; Kapten Dacres och hans hustru Cynthia; dramatikern Muriel Wills; Eggs vän Oliver Manders; Satterthwaite och pastor Babbington och hans fru. När pastor Babbington plötsligt dör efter att ha smuttat på en av de cocktails som serveras, tror Cartwright att det var mord, men Strange hittar inget gift i hans glas. En tid senare är Poirot i Monte Carlo och får höra nyheter från Satterthwaite och Cartwright att Strange dött av nikotinförgiftning efter att ha druckit ett glas portvin, trots att det inte fanns några spår i glaset. Med undantag för de tre männen är Stranges gäster desamma som deltog i Cartwrights fest. Både Satterthwaite och Cartwright återvänder till England för att utreda morden. De får reda på att Strange före festen hade skickat iväg sin vanliga butler i två månader, och att han betedde sig konstigt som om han väntade sig något. En tillfällig ersättare som han anställde vid namn Ellis har sedan dess försvunnit, och Satterthwaite och Cartwright hittade utkast till utpressningsbrev från Ellis i hans rum. Babbingtons kropp grävs snart upp, vilket visar att han också dog av nikotinförgiftning.
Cartwright, Satterthwaite och Egg samarbetar för att utreda dödsfallen tillsammans med Poirot som konsult. Varje gäst har ett möjligt motiv eller misstänkta omständigheter kring Stranges död, men ingen koppling till Babbington. När Wills intervjuas minns hon att hon lagt märke till att Manders tydligen tappade ett tidningsurklipp om nikotin och att Ellis hade ett födelsemärke på ena handen; Senare försvinner hon. Poirot iscensätter en fest där han demonstrerar hur de förgiftade glasen byttes ut av mördaren medan allas uppmärksamhet var riktad mot offret. Han får sedan ett telegram från Mrs De Rushbridger, en patient på Stranges sanatorium i Yorkshire, som anlände samma dag som Strange dog. Poirot och Satterthwaite går för att träffa henne, men upptäcker att hon i sin tur har blivit mördad. När Poirot får reda på att Cartwrights tjänare Miss Milray är på väg till Cornwall följer han efter henne för att ta reda på varför.
Vid sin återkomst samlar Poirot ihop Cartwright, Satterthwaite och Egg, och pekar så småningom ut Cartwright som mördaren. Cartwright vill gifta sig med Egg, men har redan en fru som bor på ett mentalsjukhus. Eftersom han inte kan skilja sig från henne enligt brittisk lag, bestämde han sig för att dölja denna kunskap genom att mörda Dr Strange, hans äldsta vän och den enda som kände till äktenskapet. Efter sin fest övertalade Cartwright Strange att låta honom ta på sig rollen som hans butler som ett skämt och förgiftade honom sedan under hans fest. Han planterade nikotinet på Manders efter att ha lurat honom att vara hemma hos Strange. Han förfalskade Ellis utpressningsbrev och reste sedan till Monte Carlo dagen efter för att fastställa sitt alibi. Det första mordet var en generalrepetition inför det andra för att testa om glaset kunde bytas osett och offret valdes ut slumpmässigt. De enda säkra gästerna var Cartwright, Strange, som ogillade cocktails, och Egg som Cartwright gav ett säkert glas. Mrs De Rushbridger användes av Cartwright som ett villospår för att distrahera från Stranges beteende mot "Ellis" och han dödade henne för att avleda misstankar och hindra henne från att avslöja sin okunnighet om fallet.
Poirot avslöjar att nikotinet kom från rosspray destillerad av Cartwright i ett gammalt torn nära hans bostad i Cornwall; Utrustningen hittades av honom när miss Milray gick för att förstöra den. Hans misstankar mot Cartwright baserades på flera fakta: Cartwright var den mest troliga att ha förgiftat cocktailen, hans pass visade att han återvänt till England för att spela Ellis; Miss Milrays handlingar motiverades av en hemlig kärlek till sin arbetsgivare; Miss Wills upptäckte Cartwrights likhet med Ellis och fördes bort av Poirot för att skydda henne och telegrammet som påstods komma från de Rushbridger var adresserat till Poirot när hon inte visste något om hans inblandning. Cartwright flyr, men Poirot säger att han kommer att "välja sin utgång" av offentlig rättegång eller självmord.
(I vissa amerikanska utgåvor berättar Poirot för Cartwright att läkare och poliser väntar på honom i rummet bredvid. Cartwright, som inte kan tro att någon så viktig som han själv har misslyckats, försöker bevisa att Poirot är en lögnare och arresteras när han öppnar dörren.)
Den chockade Egg plockas upp av Manders, som hon först tog hand om innan Cartwright dök upp. I efterdyningarna påpekar Satterthwaite hur fruktansvärt det var att någon, inklusive han själv, kunde ha druckit den förgiftade cocktailen. Poirot anmärker att det fanns en ännu mer fruktansvärd möjlighet: "Det kunde ha varit jag."

## Karaktärer
- Hercule Poirot - Berömd belgisk detektiv. En vän till Sir Charles, involverad i utredningen av fallet efter mordet på Dr Strange.
- Sir Charles Cartwright - Välkänd skådespelare och Poirots assistent i hans utredningar.
- Mr Satterthwaite - En sällskaplig och observant man. Hjälper till att initialt utreda fallet för Poirots räkning.
- Pastor Babbington - Första offret i fallet. En lokal kyrkoherde i Cornwall, mördad under ett cocktailparty organiserat av Sir Charles.
- Dr Bartholomew Strange - Det andra offret i fallet. Nervspecialist och mångårig vän till Sir Charles, och chef för ett sanatorium nära hans hem i Yorkshire.
- De Rushbridger - Det tredje offret i fallet. Patient på Stranges sanatorium, anlände nyligen samma dag som Dr Strange mördas.
- Hermione Lytton Gore - En attraktiv, ung, ensamstående kvinna, känd under smeknamnet "Ägget". Sir Charles kärleksintresse, och en av hans gäster på hans cocktailparty.
- Lady Mary Lytton Gore - Mor till Hermione, och gäst på Sir Charles cocktailparty. Hon letar efter en lämplig make till sin dotter och står för närvarande inför svåra ekonomiska omständigheter.
- Captain Dacres - En spelare och gäst på Sir Charles cocktailparty.
- Cynthia Dacres - Hustru till kapten Dacres. En framgångsrik sömmerska och gäst på Sir Charles cocktailparty.
- Angela Sutcliffe - En välkänd skådespelerska och gäst på Sir Charles cocktailparty.
- Mrs Babbington - Pastor Babbingtons fru. En av gästerna på Sir Charles cocktailparty.
- Muriel Wills - En dramatiker, även känd som Anthony Astor. En av gästerna på Sir Charles cocktailparty.
- Oliver Manders - En ung finansman som är förälskad i Hermione. En av gästerna på Sir Charles cocktailparty.
- Miss Milray - Mångårig tjänare till Sir Charles.
- Ellis - Mystisk ny butler hemma hos Dr Strange. Försvinner kort efter sin arbetsgivares död.

## Litterär betydelse och mottagande
The Times Literary Supplement medgav den 31 januari 1935 att "Mycket få läsare kommer att gissa mördaren innan Hercule Poirot avslöjar hemligheten", men klagade över att mördarens motiv "skadar en annars mycket bra historia".
Isaac Anderson skrev i The New York Times Book Review den 7 oktober 1934 att motivet var "högst ovanligt, för att inte säga unikt i brottets annaler. Eftersom detta är en Agatha Christie-roman med Hercule Poirot i huvudrollen, är det helt onödigt att säga att det är ovanligt bra läsning."
I The Observers nummer av den 6 januari 1935 skrev "Torquemada" (Edward Powys Mathers): "Hennes gåva är ren genialitet, att leda läsaren vid näsan i en sicksackbana uppför trädgården och släppa blyet just när hon vill att han ska smyga sig på mördaren. Treaktstragedin hör inte till den här författarens bästa deckare; Men att säga att den leder henne näst bäst är beröm nog. Tekniken för dåligt ledarskap är som vanligt utmärkt; Men när allt kommer ut är det några av de mindre trådarna i motivet som inte riktigt övertygar. Mrs Christie har, alldeles bortsett från sin speciella begåvning, stadigt förbättrats och mognat som författare, från den märkliga stilaffären till detta charmiga och sofistikerade prosastycke".
Milward Kennedy i The Guardian (29 januari 1935) inledde sin recension med: "Året har börjat på ett mycket tillfredsställande sätt. Mrs Christies tragedi i tre akter är på sin bästa nivå"; Han sammanfattade upplägget av handlingen men tillade sedan: "En svag (men kanske oundviklig poäng) är försvinnandet av en butler; Läsaren, det vill säga, ges en lite för bred vink. Men mekaniken i berättelsen är genial och trovärdig, karaktärerna (som alltid med Mrs Christie) är verklighetstrogna och livliga. Poirot intar inte scenen så ofta, men när han gör det är han i storform."
Robert Barnard kommenterade långt senare att "bedrägeriets skaturgi här är något som vid det här laget borde ha varit bekant för Christies läsare. Detta är kanske inte ett av de bästa exemplen på tricket, eftersom få av karaktärerna förutom mördaren är väl individualiserade. Den sociala blandningen här är mer konstnärlig och sofistikerad än vad som är vanligt hos Christie."

## Hänsyftningar